# Erdbeerköpfchen
Das Erdbeerköpfchen (Agapornis lilianae) ist eine Vogelart aus der Gattung der Unzertrennlichen. Gemeinsam mit den anderen Arten dieser Gattung sowie dem Graupapagei, den Langflügelpapageien, dem Halsbandsittich und den auf Madagaskar endemischen Vasapapageien zählt diese Art zu den typischen Papageienarten der Afrotropis. Erdbeerköpfchen zählen zu den selteneren Arten unter den Unzertrennlichen.

## Beschreibung

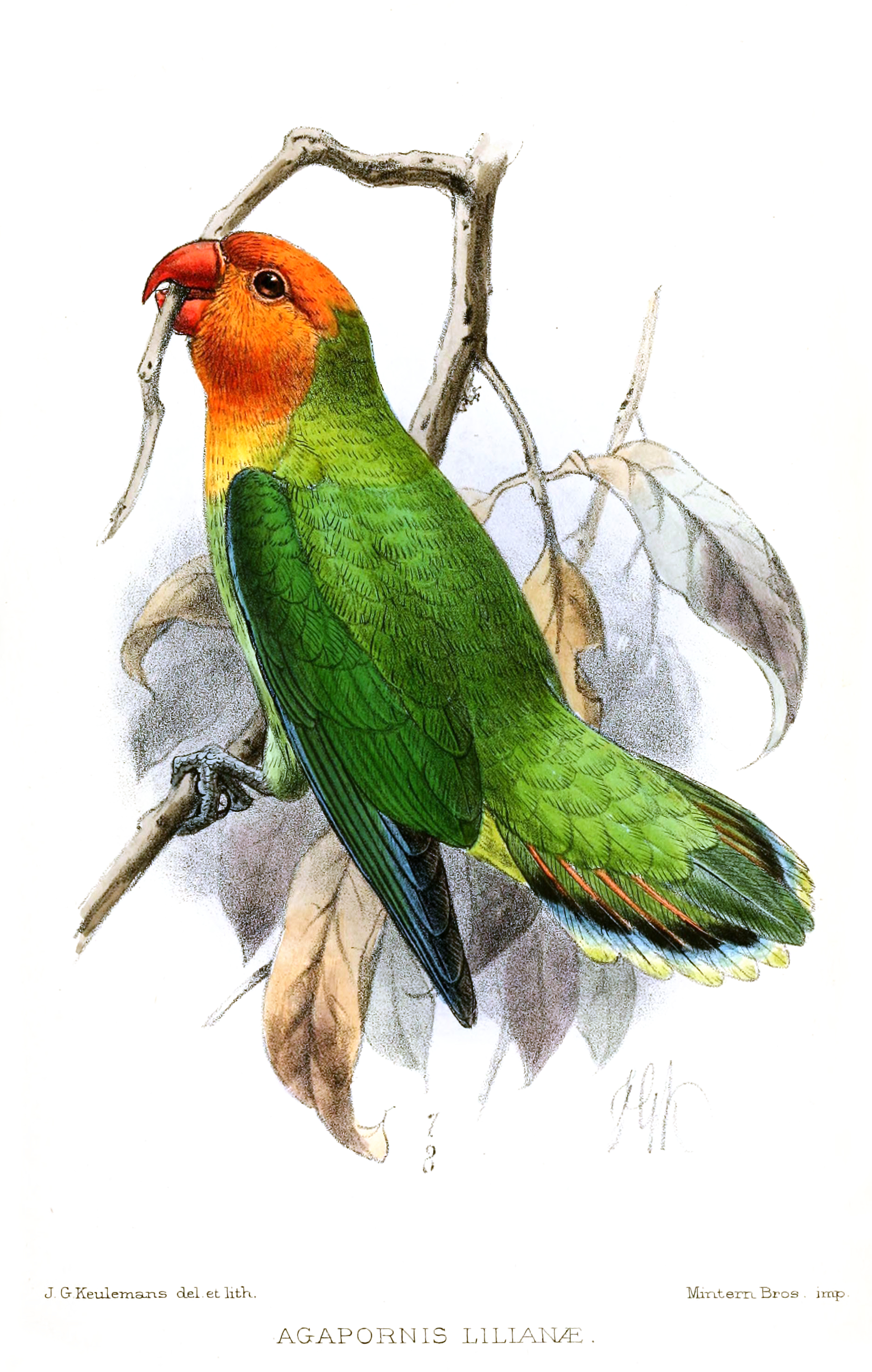
Erdbeerköpfchen (Illustration von J. G. Keulemanns)

Erdbeerköpfchen sind sehr kleine Agaporniden mit nur ca. 12–13 cm Größe und einem Gewicht von 28–37 g. Der Kopf sowie der Hals sind lachsrosa. Diese Färbung geht zur Brust in Gelb über. Der Nacken ist ebenso gelb und diese Färbung geht zum Rücken hin in Grün über. Die Schwanzfedern sind ebenso grün allerdings mit seitlichen schwarzen Federn. Die Augen sind dunkel rotbraun und der Schnabel leuchtend rot. Männchen und Weibchen sind in der Gefiederfarbe gleich. Jungvögel haben einen weniger roten Kopf.

## Verbreitung und Lebensraum
Verbreitungsgebiete der Erdbeerköpfchen sind das südliche Tansania sowie das Grenzgebiet von Sambia und Simbabwe und der Nordwesten von Mosambik und Malawi. Hier bewohnen sie die feuchten Auwälder der Flussniederungen z. B. des Sambesi. In Höhen von 1000 m bewohnen sie im Distrikt Mopani Akazienwälder auf Schwemmland und in Flusstälern.

## Lebensweise und Ernährung
Erdbeerköpfchen sind sehr soziale Tiere die, außer in der Brutzeit, in großen Schwärmen von 20 bis 100 Tieren und mehr zusammenleben und dann recht ausgedehnte Wanderbewegungen zeigen. Sie bewohnen ebenso ganze Bäume gemeinsam und sind auch recht laut.
Sie ernähren sich – je nach Jahreszeit – von Sorghumhirse, Grassamen, Kräutern, Blüten, Blättern und Blattknospen und richten dabei mitunter große Schäden in der Landwirtschaft an.

## Fortpflanzung
Die Vögel nisten in Kolonien, hauptsächlich in Astlöchern hoher Bäume, es werden aber auch Nester von Webervögeln, hauptsächlich vom Büffelweber, angenommen. Das Nistmaterial besteht aus kleinen Zweigen und Stroh. Die Brutzeit liegt in Simbabwe zwischen Januar/Februar und September sowie in Sambia zwischen Januar und Juli.
Es werden 3–8 Eier gelegt, die für 21–22 Tage bebrütet werden. Nach ca. 35 Tagen sind die Jungen flügge.